# Liste der Kulturdenkmäler in Büdesheim
In der Liste der Kulturdenkmäler in Büdesheim sind alle Kulturdenkmäler der rheinland-pfälzischen Ortsgemeinde Büdesheim aufgeführt. Grundlage ist die Denkmalliste des Landes Rheinland-Pfalz (Stand: 27. Juni 2022).

## Einzeldenkmäler
| Bezeichnung                                | Lage                                          | Baujahr                                           | Beschreibung | Bild                           |
| ------------------------------------------ | --------------------------------------------- | ------------------------------------------------- | --- | ------------------------------ |
| Wegekreuz                                  | Alter Graben, bei Nr. 1 Lage                  | 1802                                              | Schaftkreuz, bezeichnet 1802 | BW                             |
| Wegekreuz                                  | Bahnhofstraße, bei Nr. 13 Lage                | 1731                                              | Nischenkreuz, bezeichnet 1731 (?) und 1856 (Erneuerung) | BW                             |
| Wegekreuz                                  | Bergstraße, Ecke Brunnenstraße Lage           | 1734                                              | Torso eines Schaftkreuzes, bezeichnet 1734 | BW                             |
| Wegekreuz                                  | Bergstraße, Ecke Kirchweg Lage                | Ende des 17. oder Anfang des 18. Jahrhunderts     | Nischenkreuz, wohl vom Ende des 17. oder Anfang des 18. Jahrhunderts | Fotos hochladen                |
| Türgewände                                 | Brunnenstraße, an Nr. 4 Lage                  | Mitte des 17. Jahrhunderts                        | reiches Türgewände, Mitte des 17. Jahrhunderts (1645?) | Fotos hochladen                |
| Bildstock                                  | Hauptstraße, bei Nr. 20 Lage                  | Mitte des 17. Jahrhunderts                        | reliefierter Aufsatz eines Kreuzigungsbildstocks, eventuell aus der Mitte des 17. Jahrhunderts | BW                             |
| Wegekreuz                                  | Hillesheimer Straße, bei Nr. 21 Lage          |                                                   | mittelalterliches hohes Balkenkreuz | BW                             |
| Katholische Pfarrkirche St. Peter und Paul | Kirchweg 6 Lage                               | 1909                                              | neugotische, unsymmetrisch zweischiffige Hallenkirche, 1909, Architekt Brand, Trier, unter Verwendung älterer Teile (Chor und alte Sakristei mittelalterlich, neue Sakristei wohl 1687, Barockportal); mit Ausstattung; zwei Pfarrergrabkreuze, Schiefer, frühes 19. Jahrhundert, Pfarrergrabplatte, um 1896, 15 barocke Kreuzwegstationen, historische Grabsteine | weitere Bilder Fotos hochladen |
| Wegekreuz                                  | Pilgerstraße, bei Nr. 10 Lage                 | 1696                                              | Schaftkreuz, bezeichnet 1696 | BW                             |
| Bildstock                                  | östlich des Ortes an der K 172 Lage           | 1630                                              | Kreuzigungsbildstock; monumental, frühbarock, bezeichnet 1630 | BW                             |
| Blutkreuz                                  | südöstlich des Ortes im Büdesheimer Wald Lage | 1542                                              | spätgotisches Nischenkreuz, bezeichnet 1542 und 1548 | BW                             |
| Wegekreuz                                  | südöstlich des Ortes im Büdesheimer Wald Lage | Ende des 17. oder dem Anfang des 18. Jahrhunderts | gedrungenes Nischenkreuz, wohl vom Ende des 17. oder dem Anfang des 18. Jahrhunderts | BW                             |
| Wegekreuz                                  | südwestlich des Ortes Lage                    | 1711                                              | hohes schlichtes Balkenkreuz, bezeichnet 1711 | BW                             |
| Bildstock                                  | westlich des Ortes an der L 10 Lage           | Mitte des 17. Jahrhunderts                        | ehemaliger Kreuzigungsbildstock; Fundamentstein und Aufsatz nach Vorbild des sogenannten Schönecker Typs, eventuell aus der Mitte des 17. Jahrhunderts | BW                             |